# Adriano Degano
Adriano Degano (Povoletto, 16 settembre 1920 – Roma, 18 maggio 2014) è stato un dirigente pubblico italiano.
Sembrava che non avesse senso il precetto, “ama te stesso come il prossimo tuo”. Lo spirito di sopravvivenza ti agitava e avevi paura, paura di tutto. Eppure, talvolta, vinceva anche il senso del bene e dell'altruismo.»
(Adriano Degano, Gli ultimi mesi di guerra e la liberazione, PAULÊT MI SOVÈN … Povoletto mi ricorda, settembre 2009)

## Biografia
Laureatosi in lettere, prese parte alla Resistenza. Divenuto funzionario pubblico nel 1946  presso l'INPS, ha percorso la carriera direttiva fino a dirigente generale responsabile dell'ufficio rapporti internazionali. Anche dopo la carriera previdenziale ha continuato ad occuparsi di emigrazione assumendo la presidenza dell'UCEMI in seno alla MIGRANTES – Conferenza Episcopale Italiana.
 
Nel dopoguerra ha diretto i Quaderni della FACE associazione di cui è stato vicepresidente.

## Attività culturali
Dal 1974 al 2014 è stato presidente del Fogolâr furlan con sede a Roma. Nel 1979 ha fondato il premio Giovanni da Udine. Presenza friulana a Roma e nel Lazio. Ha diretto dal 1976 al 2013 i periodici “Fogolâr Furlan” e “Presenza friulana”.

## Riconoscimenti
Cittadino onorario di Venzone, 1976;

Premio Nadàl furlan, 1993;
 
Premio Epifania, 2003;

Medaglia d'Oro della Regione Friuli Venezia Giulia;

Sigillo Università di Udine, 2011;

Premio “Udine Città della Pace” 2011.

### Libri di Adriano Degano
- 1993 In veritate et caritate : Luigi Cicuttini, 1906-1993. Roma, Fogolar Furlàn, stampa 1993
- 1975 L'armonizzazione dei regimi sociali nella CEE. Pubblicazione INPS n. 2 - Roma
- 2002 50 anni di Friuli a Roma. Editrice AGRAF - Udine
- 2007 Friuli, natura, geologia, storia, paesaggio e arte. Chiandetti Editore - Reana de Rojale, Udine
- 2009 Paulêt mi sovèn … Povoletto mi ricorda. La Nuova Base Editrice - Udine